# El Banco (kommun)
El Banco är en kommun i Colombia.   Den ligger i departementet Magdalena, i den norra delen av landet, 500 km norr om huvudstaden Bogotá. Antalet invånare är 54 855. El Banco ligger vid sjön Ciénaga Palenquillo.